# 間宮兄弟
『間宮兄弟』（まみやきょうだい）は、江國香織の小説。初出は「女性セブン」2003年7月10日号～2004年1月1日号。2004年9月29日、小学館から発売（ISBN 4093874999）。また、それを原作とした2006年の日本映画についてもこの項目で解説する。

## あらすじ
30歳を過ぎても同居する間宮明信・徹信兄弟。ともに女性には縁がなく恋人がいたことがないが、多趣味で兄弟仲は異様に良いため、日々の暮らしには特に退屈していない。そんな中、徹信の勤める小学校の女性教諭・依子と、兄弟行きつけのレンタルビデオ店の店員・直美を家に招待する機会が訪れることになる。

## 登場人物

### 間宮兄弟
間宮 明信（まみや あきのぶ）
間宮長男、35歳。酒造メーカー勤務。弟の徹信と2人暮らし。兄弟揃って多趣味であるが全て室内でできるものである（いわゆるインドア）。
間宮 徹信（まみや てつのぶ）
間宮次男、32歳。小学校の校務員。小太りで、童顔であることを気にしている。酒は飲めない。

### その他
葛原 依子（くずはら よりこ）
徹信の勤める小学校の女性教諭。32歳、独身。
本間 直美（ほんま なおみ）
兄弟がよく行くレンタルビデオ店のアルバイト店員。浩太（後述）とは恋仲関係にあるが、擦れ違いが生じている。大学3年生。
本間 夕美（ほんま ゆみ）
直美の妹。高校3年生。彼氏がいる。
夕美の彼氏
夕美の彼氏。原作では登場するものの名前は明かされておらず、映画版では「玉木（たまき）」という名前が付けられている。
大垣 賢太（おおがき けんた）
明信の勤める会社の先輩であり友人。明信が社内で気を許せる数少ない人間の1人。39歳、既婚。
安西 美代子（あんざい みよこ）
明信の勤める会社の女性社員。明信が社内で気を許せる数少ない人間の1人。49歳、独身。
浩太（こうた）
直美と同じ大学に通う、直美の彼氏。
大垣 沙織（おおがき さおり）
賢太の妻。シャンソンが得意な良妻。賢太とは長いこと会話していない。
間宮 順子（まみや じゅんこ）
間宮兄弟の母。静岡の実家にいる90歳の母と2人暮らし。息子たちを誇りに思っている。
間宮 龍男（まみや たつお）
間宮兄弟の父。弁護士。18年前に他界。

## 映画

### キャスト
- 間宮明信 - 佐々木蔵之介
- 間宮徹信 - 塚地武雅（ドランクドラゴン）
- 葛原依子 - 常盤貴子
- 本間直美 - 沢尻エリカ
- 本間夕美 - 北川景子
- 大垣賢太 - 髙嶋政宏
- 安西美代子 - 岩崎ひろみ
- 浩太 - 佐藤隆太
- 大垣さおり - 戸田菜穂
- 玉木 - 横田鉄平
- 間宮順子 - 中島みゆき
- お祖母ちゃん（順子の母） - 加藤治子
- 中華屋の店主 - 佐藤恒治
- 犬上 - 桂憲一
- 薬屋の店員 - 広田レオナ
- 向かいのマンションの女 - 栗山かほり
- 向かいのマンション住人 - 宮本まさ江、生田篤
- 喫茶店の娘 - 波多野桃子
- 武雄 - 山崎文雄
- 喫茶店のマスター - 小谷徹
- 犬を連れた男 - 杉山泰一
- ぼったくりバーの男 - 増田伸弥
- エイコ - 村井美樹
- ホステス - 本田よしみ
- キャバクラ黒服 - 金子哲男
- 海辺の兄弟 - 鈴木重光、橋本純
- ビデオ屋の店員 - 鈴木拓（ドランクドラゴン）

### スタッフ
- 監督・脚本：森田芳光
- 音楽：大島ミチル
  - ピアノ演奏：国府弘子
- エグゼクティブプロデューサー：椎名保
- プロデューサー：柘植靖司、三沢和子
- プロデュース：豊島雅郎
- ラインプロデューサー：金子哲男
- 撮影：高瀬比呂志
- 照明：渡邊孝一
- 美術：山﨑秀満
- 録音：高野泰雄
- 編集：田中愼二
- 衣裳：宮本まさ江
- 装飾：湯澤幸夫
- メイク：藤懿裕美子、泉沢紀子（中島専属）
- キャスティング：杉野剛
- 音響効果：伊藤進一
- 助監督：杉山泰一
- 製作担当：橋本靖
- 企画協力：野村敏哉（東映）
- 撮影協力：立石駅通り商店会、立石仲見世共盛会、日野市教育委員会、カルチュア・コンビニエンス・クラブ、駿河台大学、アイフルホーム佐倉店、アイフルホームテクノロジー、サッポロビール、JR東海、京成電鉄
- スタジオ：東映東京撮影所
- 現像：IMAGICA
- 主題歌：RIP SLYME「Hey,Brother」（ワーナーミュージック・ジャパン）
- 製作プロダクション・配給：アスミック・エース
- 特別協力：朝日放送（山本良生）
- 製作委員会代表：小川真司、亀井修、井澤昌平、吉永弘幸
- 製作：「間宮兄弟」製作委員会（アスミック・エース、小学館、テレビ東京、WOWOW）

### 原作との違い
- 本間夕美の彼氏の名前が玉木。原作では登場するものの名前は出てこない。
- 大垣沙織の名前が平仮名表記。
- 原作では登場しない人物（薬屋の店員、犬上など）が複数登場する。
- 原作では明信はコットンパンツに白いワイシャツを好んで着用しているが、映画ではボタンダウンシャツを着用している。

### ソフト化
- 間宮兄弟 DVD通常版（1枚組、2006年10月20日発売、発売元・アスミック・エース / 小学館、販売元・角川映画）
  - 映像特典
    - 予告編・TVスポット集
    - メイキング 〜間宮兄弟に会いに行こう〜

  - 音声特典
    - オーディオコメンタリー“反省会”（佐々木蔵之介×塚地武雅×監督：森田芳光）
- 間宮兄弟 DVDスペシャル・エディション（初回限定生産2枚組、2006年10月20日発売、発売元・アスミック・エース / 小学館、販売元・角川映画）
  - ディスク1：本編DVD（通常版と同様）
  - ディスク2：特典DVD
    - 裏メイキング 〜間宮兄弟にもっと会いに行こう〜
    - 間宮兄弟に聞いてみよう（部屋篇、ロマンス篇、逢える街篇）
    - 未公開シーン
    - 完成披露試写会舞台挨拶
    - 公開初日舞台挨拶
    - 間宮兄弟漫才ショー
    - モノポリー座談会完全版
    - Hey,Brother(poetry reading)レコーディング風景
- 【TCE Blu-ray SELECTION】間宮兄弟 ブルーレイ スペシャル・エディション（BD1枚組、2012年9月5日発売、発売元・アスミック・エース / 小学館、販売元・TCエンタテインメント）
  - 映像・音声特典：DVDスペシャル・エディションの全映像・音声特典を収録